# 막달라

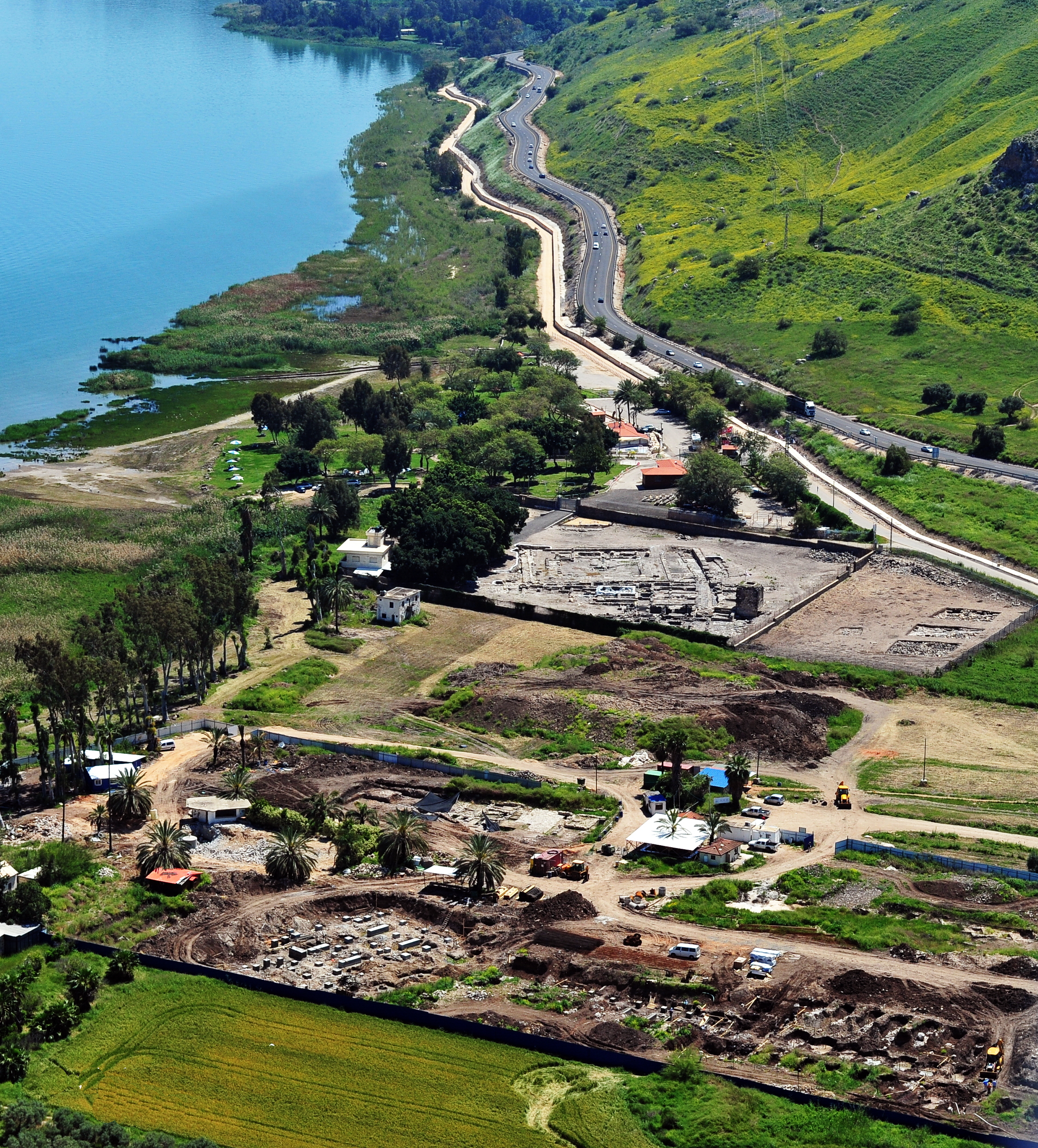

막달라(그리스어: Μάγδαλα, Magdala)는 갈릴래아호의 고대도시이며 티베리아스에서 북쪽으로 3마일(4.8킬로미터) 떨어져 있다. 바빌론 탈무드에서는 생선탑을 의미하는 막달라 누나야로 언급되었다. 막달라 마리아의 출생지로 간주된다.

## 막달라 마리아
사복음서 모두 막달라 마리아라는 이름의 예수의 추종자를 언급하고 있으며 이는 보통 "막달라 출신의 마리아"를 의미하는 것으로 추정된다.